# Lepidostoma medium
Lepidostoma medium är en nattsländeart som först beskrevs av Banks 1934.  Lepidostoma medium ingår i släktet Lepidostoma och familjen kantrörsnattsländor. Inga underarter finns listade i Catalogue of Life.